# Citroën C5
La Citroën C5 est une automobile du constructeur français Citroën appartenant à la catégorie des familiales routières, produite dans l'usine PSA de Rennes de 2000 à 2007 pour la première génération, et de 2008 à 2021 pour la C5 II, dont la carrière, arrêtée en Europe en 2017, s'est poursuivie en Chine après un profond restylage. Elles sont déclinées en deux carrosseries, berline tricorps ou break, qui est appelée "Tourer" pour la C5 II. Ces modèles sont les héritiers de la tradition Citroën initiée par la DS, car ils sont équipés d'une suspension hydropneumatique, sauf l'entrée de gamme de la Citroën C5 II.
En 2017 la Citroën C5 Aircross est présentée. Il s'agit d'un SUV qui mise sur le confort de suspension, via un nouveau système à butées hydrauliques progressives. Le système prolonge les ressorts des suspensions traditionnelles en remplaçant la butée mécanique par un coussin hydraulique.
La Citroën C5 X présentée en 2021 adopte le nouveau programme Citroën Advanced Comfort, caractérisé par des sièges à mousse plus confortable et à mémoire de forme, par une nouvelle technique de collage structurel et par une nouvelle technique d'amortisseur, qui possèdent chacun deux butées hydrauliques progressives.
Aucun modèle Citroën n'avait été baptisé ainsi auparavant, contrairement aux C4 et C6, lancées en 1928, et dont les appellations furent reprises pour différents modèles (C4, C6) du début du XXIe siècle, encadrant la C5 dans la gamme.

## Citroën C5 I
Développée pour remplacer la XM et la Xantia, le haut de gamme de Citroën, la C5 I est commercialisée à partir de 2001. La marque a beaucoup investi pour équiper son modèle de techniques embarquées telles que l'avertissement de franchissement involontaire de ligne, ou encore la navigation à commandes vocales dans l'optique d'en faire son vaisseau amiral. Cependant les ventes ne sont pas à la hauteur de ce qu'espérait Citroën, qui avait placé de grands espoirs dans cette berline. Malgré ses qualités routières et son confort reconnu parmi les meilleurs de la catégorie, ses soucis de fiabilité dus à l'intégration du multiplexage électronique ont eu raison de sa réputation. Afin de mieux se défaire de cette image et pour se remettre au goût du jour, elle subit un important restylage en 2004 qui a profondément modifié l'aspect de la face avant (capot, calandre, phares, pare-chocs), et celui de l'arrière sur la berline (forme du hayon, feux, pare-chocs), tout en laissant le profil et l'intérieur sans grandes modifications. Sa production s'arrête fin 2007 après 720 000 exemplaires, pour laisser place à la C5 II.

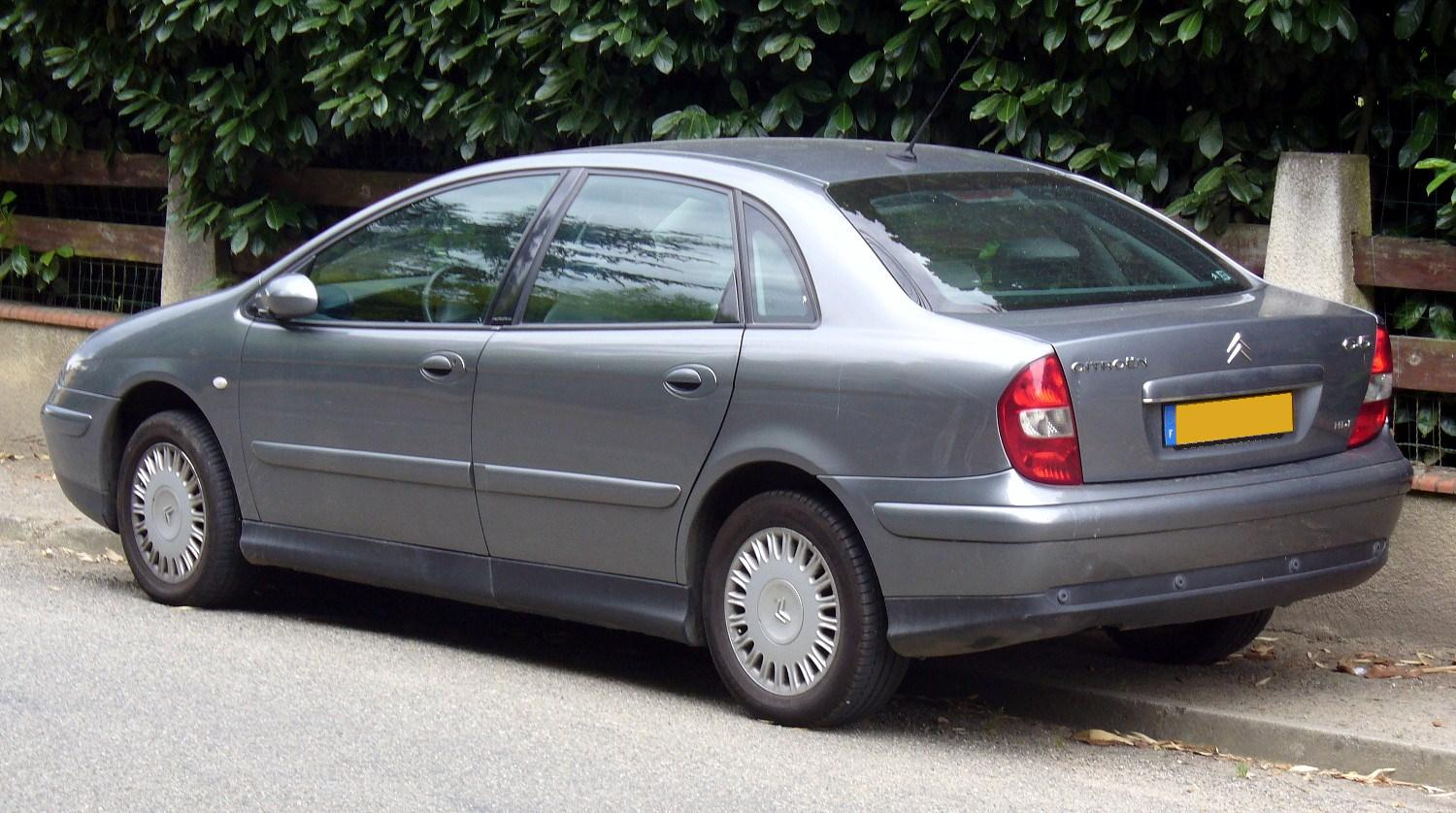
Citroën C5 I phase 1
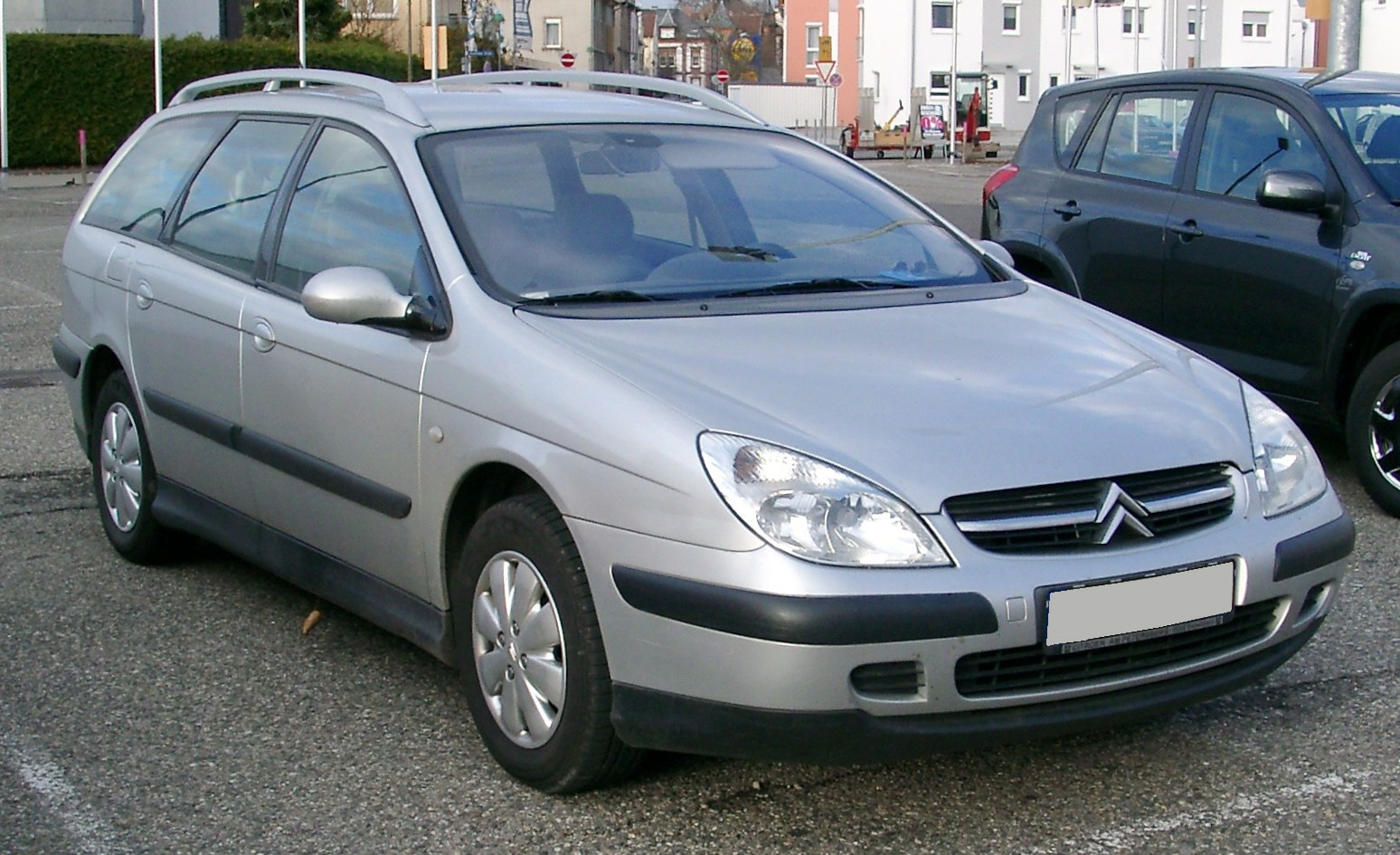
Citroën C5 I phase 1 break
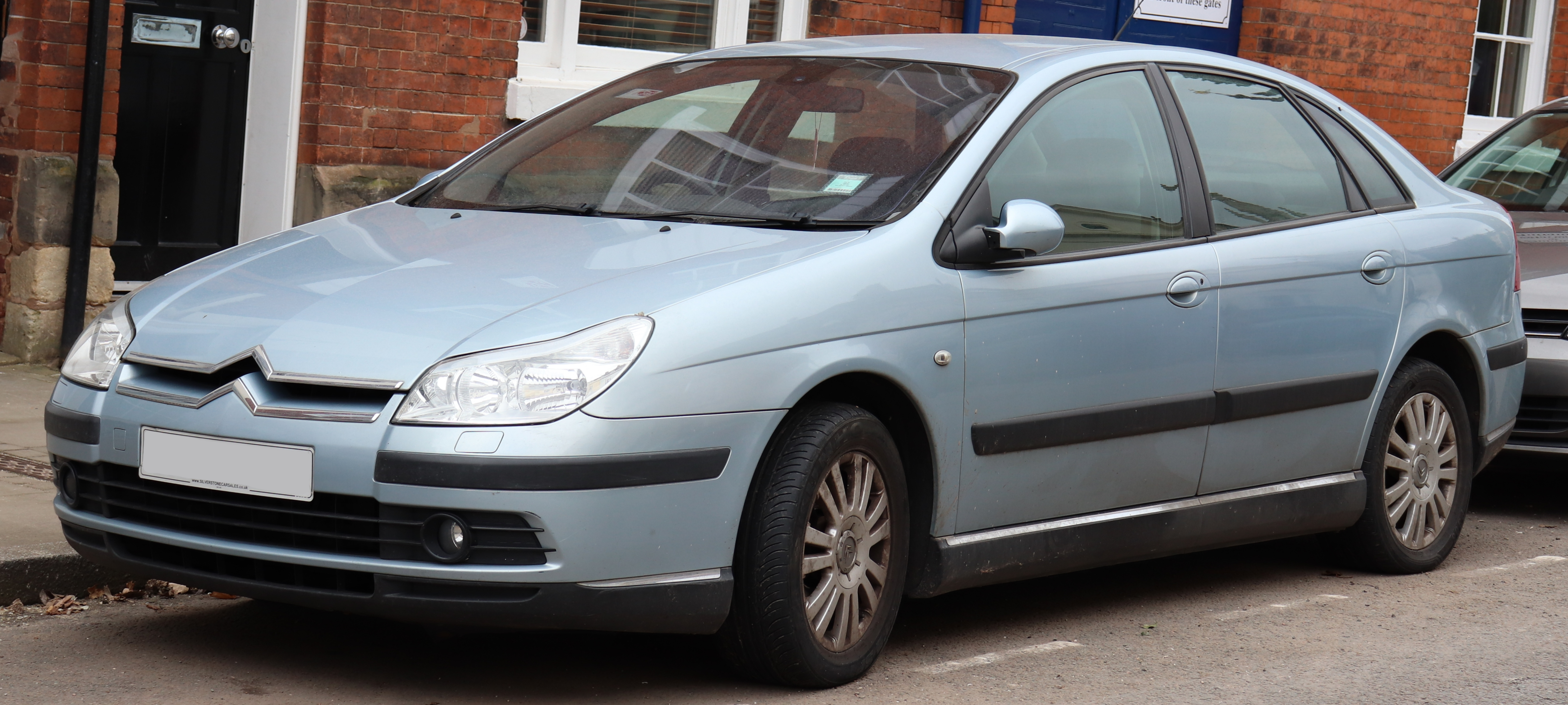
Citroën C5 I phase 2 berline
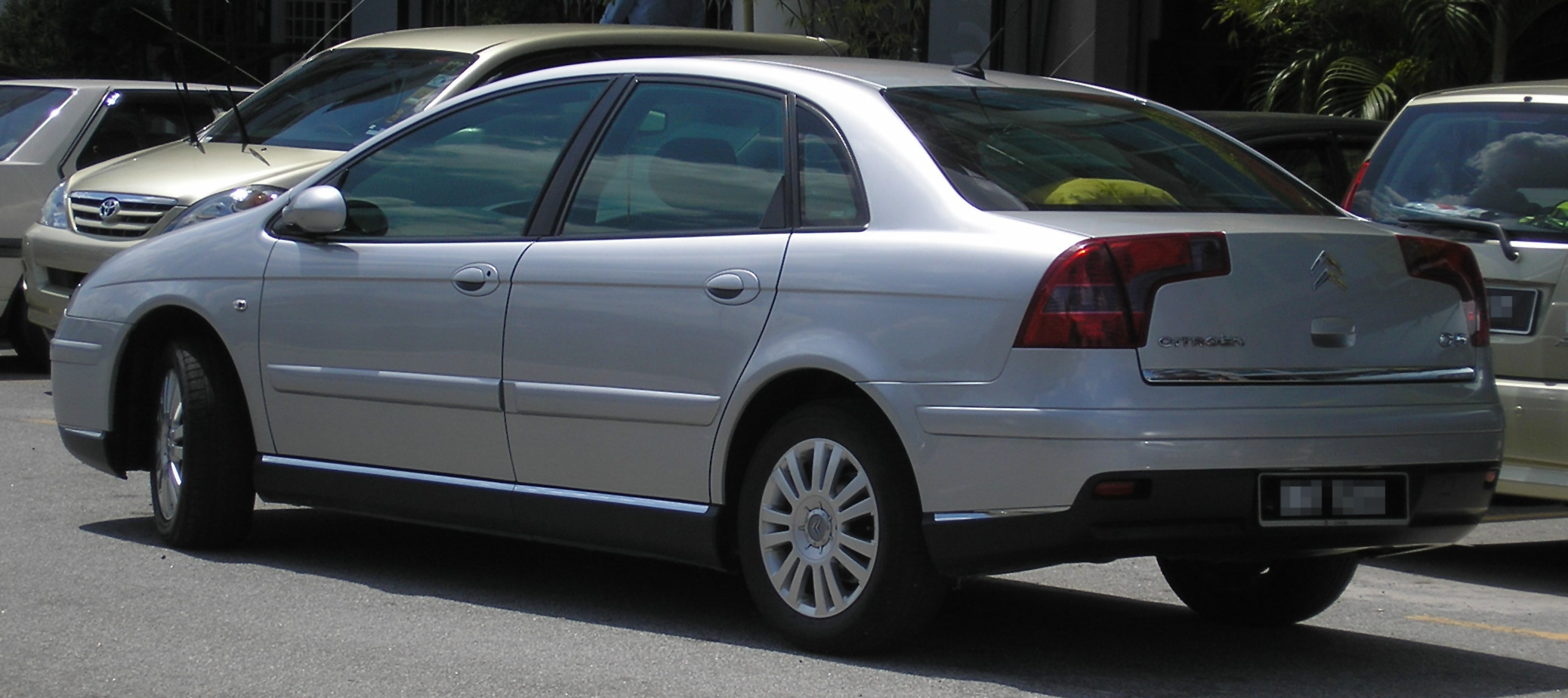
Citroën C5 I phase 2 berline
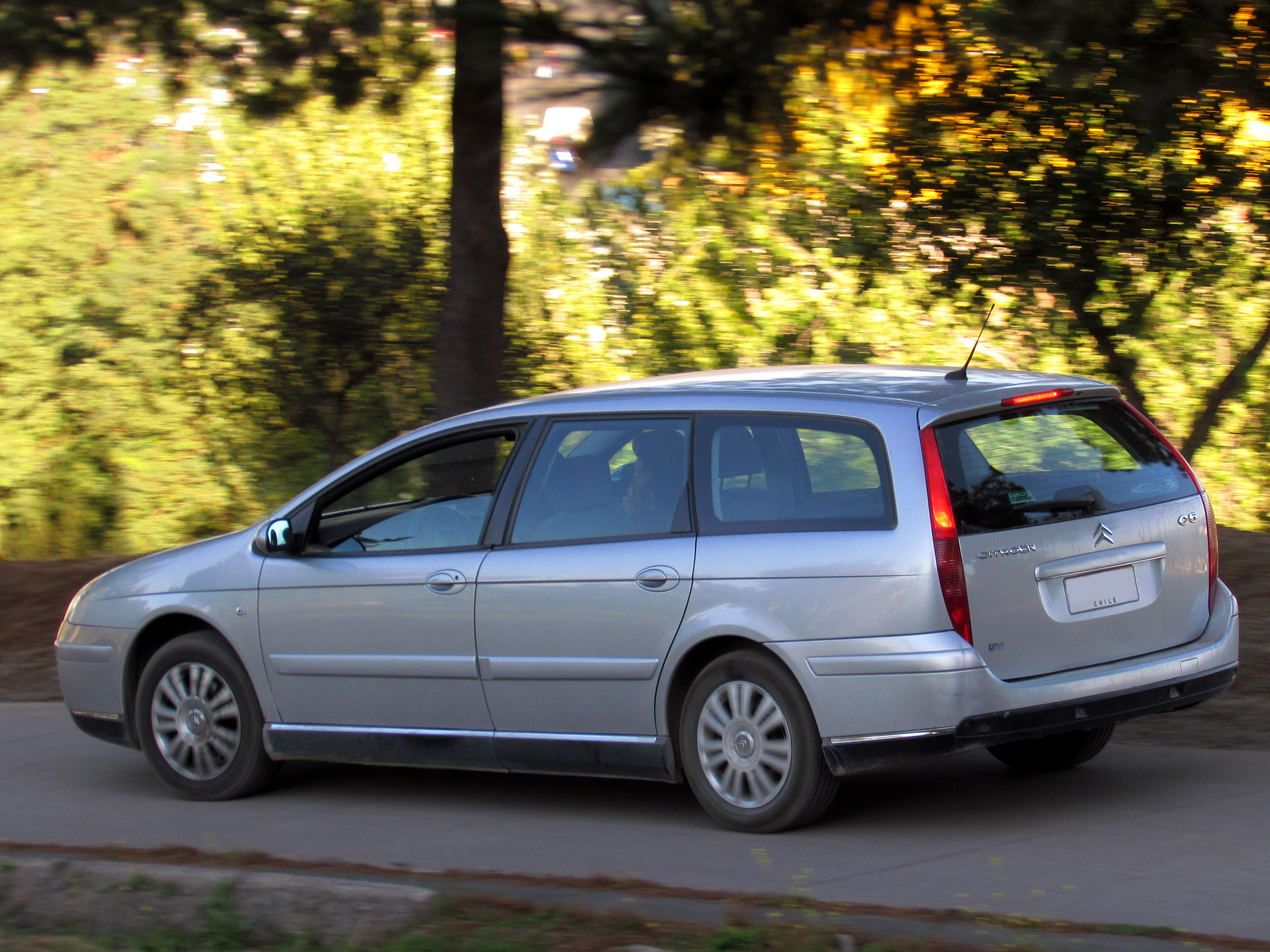
Citroën C5 I phase II break

## Citroën C5 II
La Citroën C5 II est commercialisée à partir de 2008. Elle est produite dans l'usine PSA de Rennes. Elle est déclinée en Berline et en Break, nommé Tourer. Cette version peut être achetée dans une version baroudeuse, appelée CrossTourer. En Chine, elle est profondément restylée en 2017 (avec notamment un intérieur comportant un écran tactile et surtout un volant sans moyeu fixe) alors qu'en Europe, sa production s'est arrêtée.

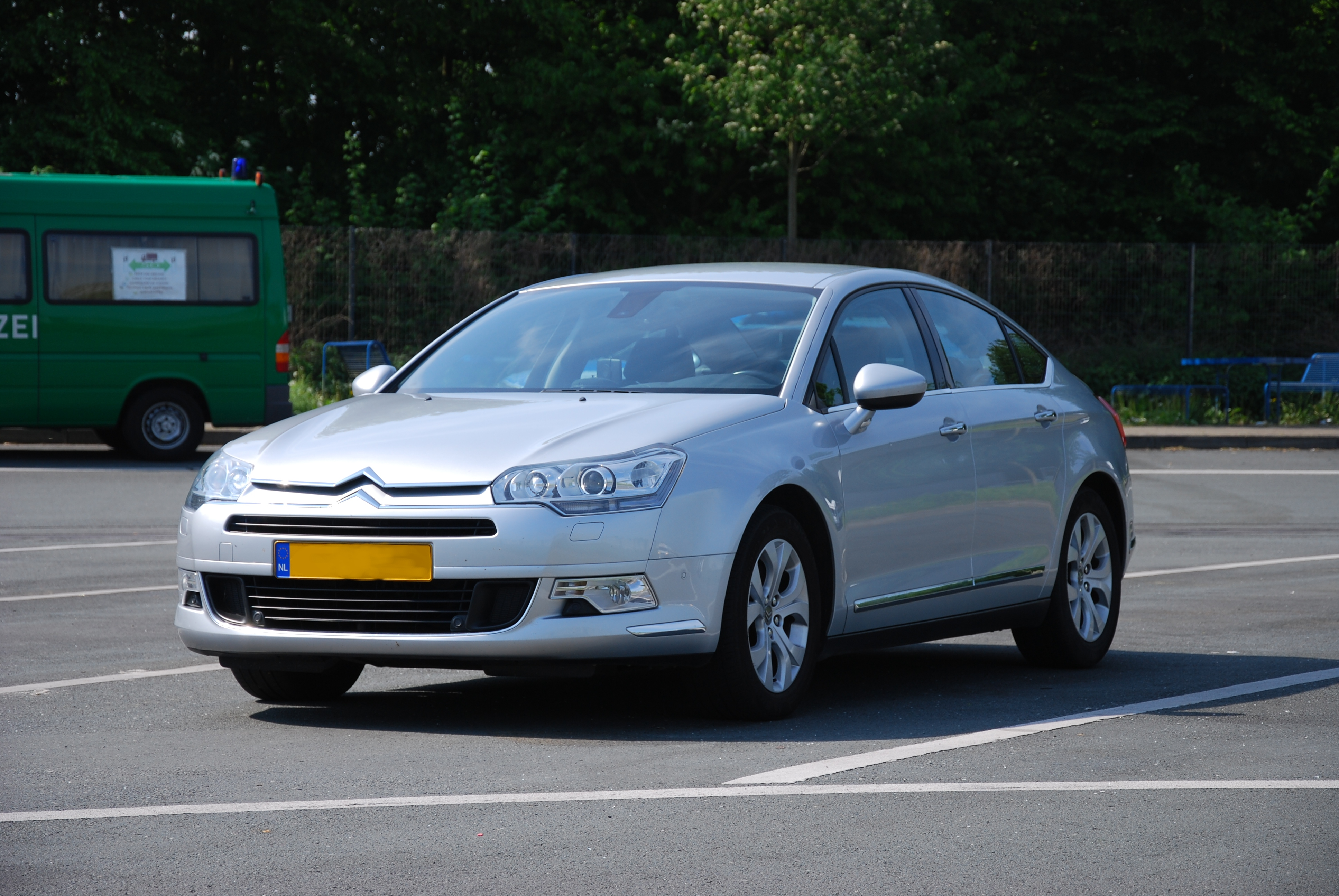
C5 II Berline
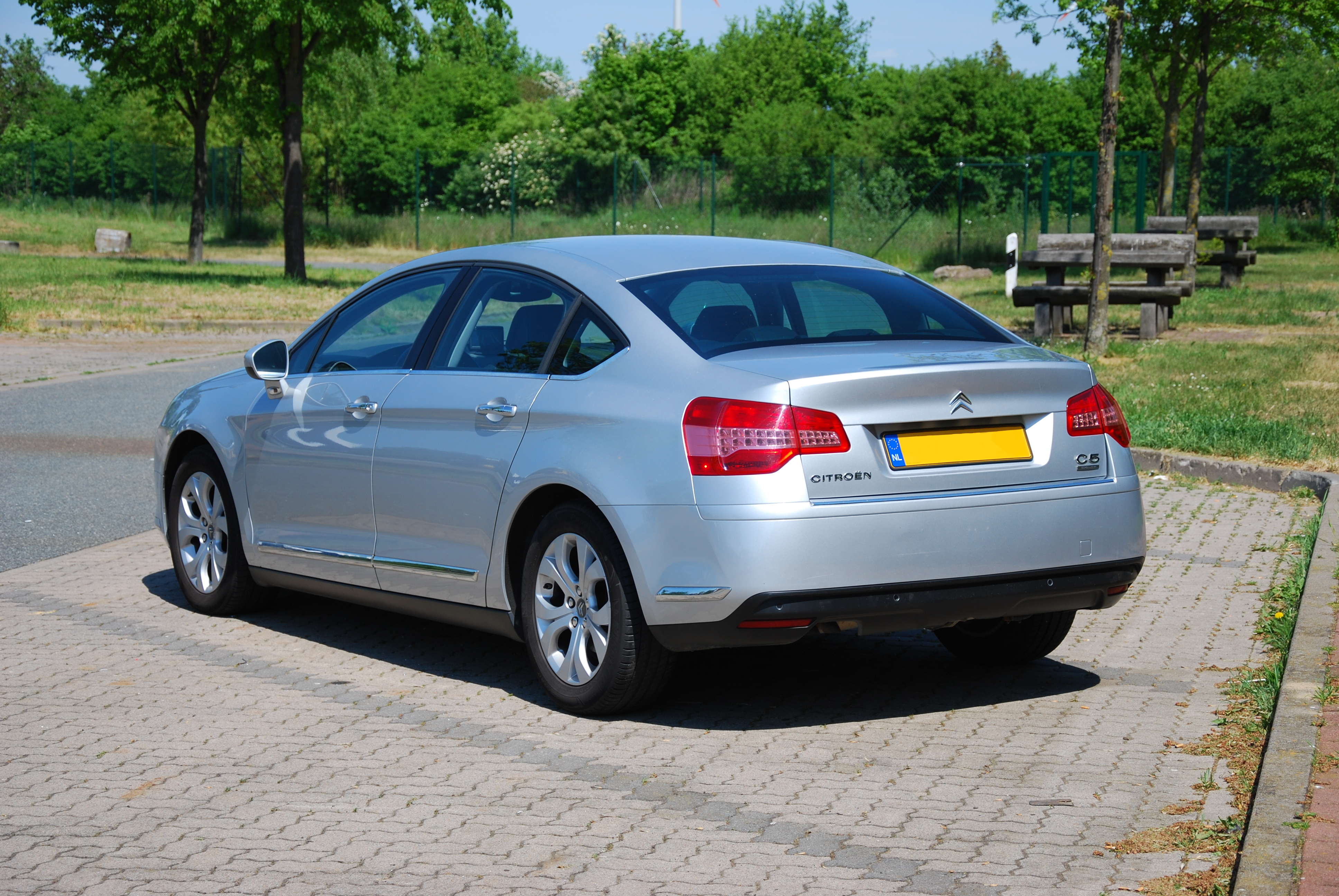
C5 II Berline
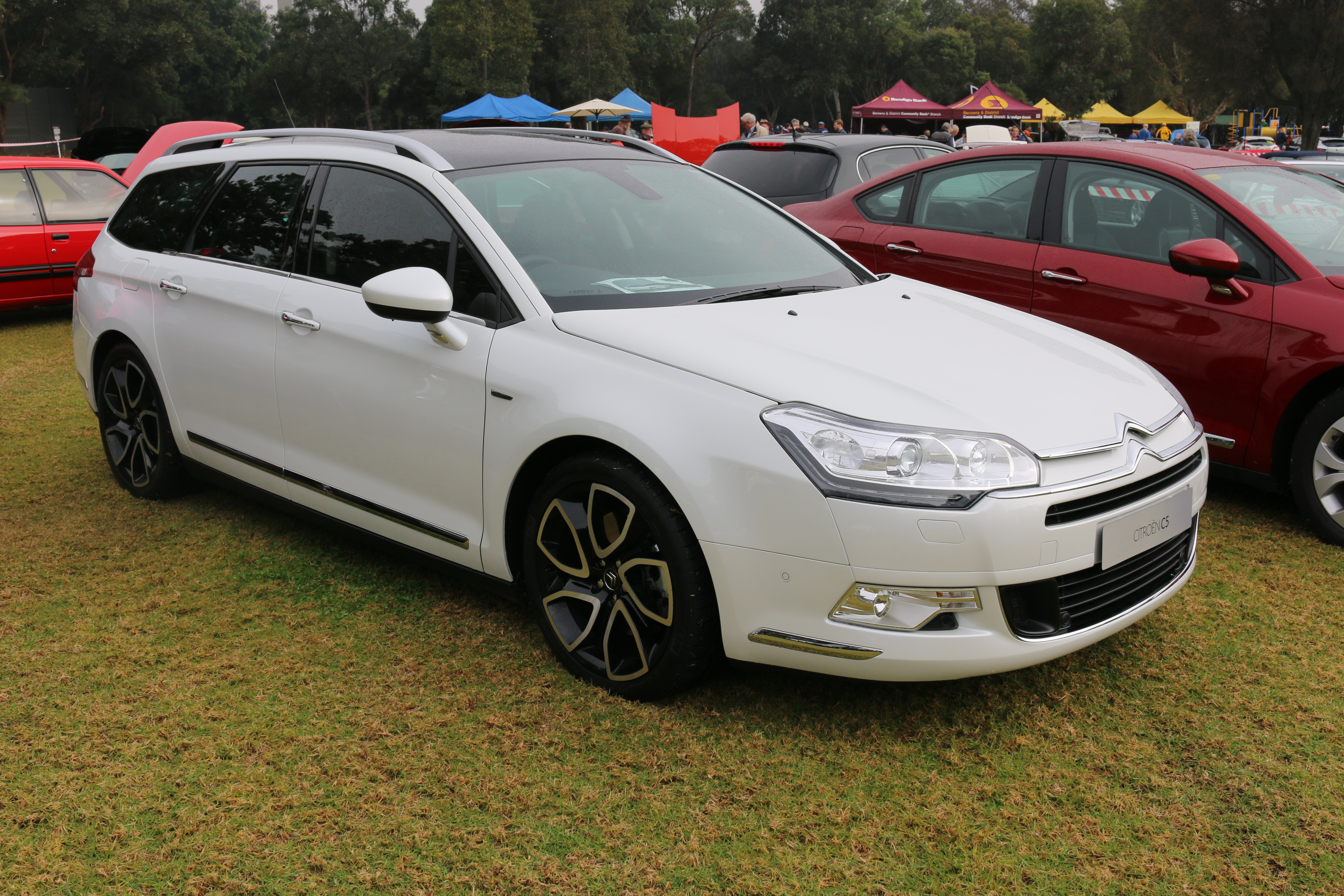
C5 II Tourer
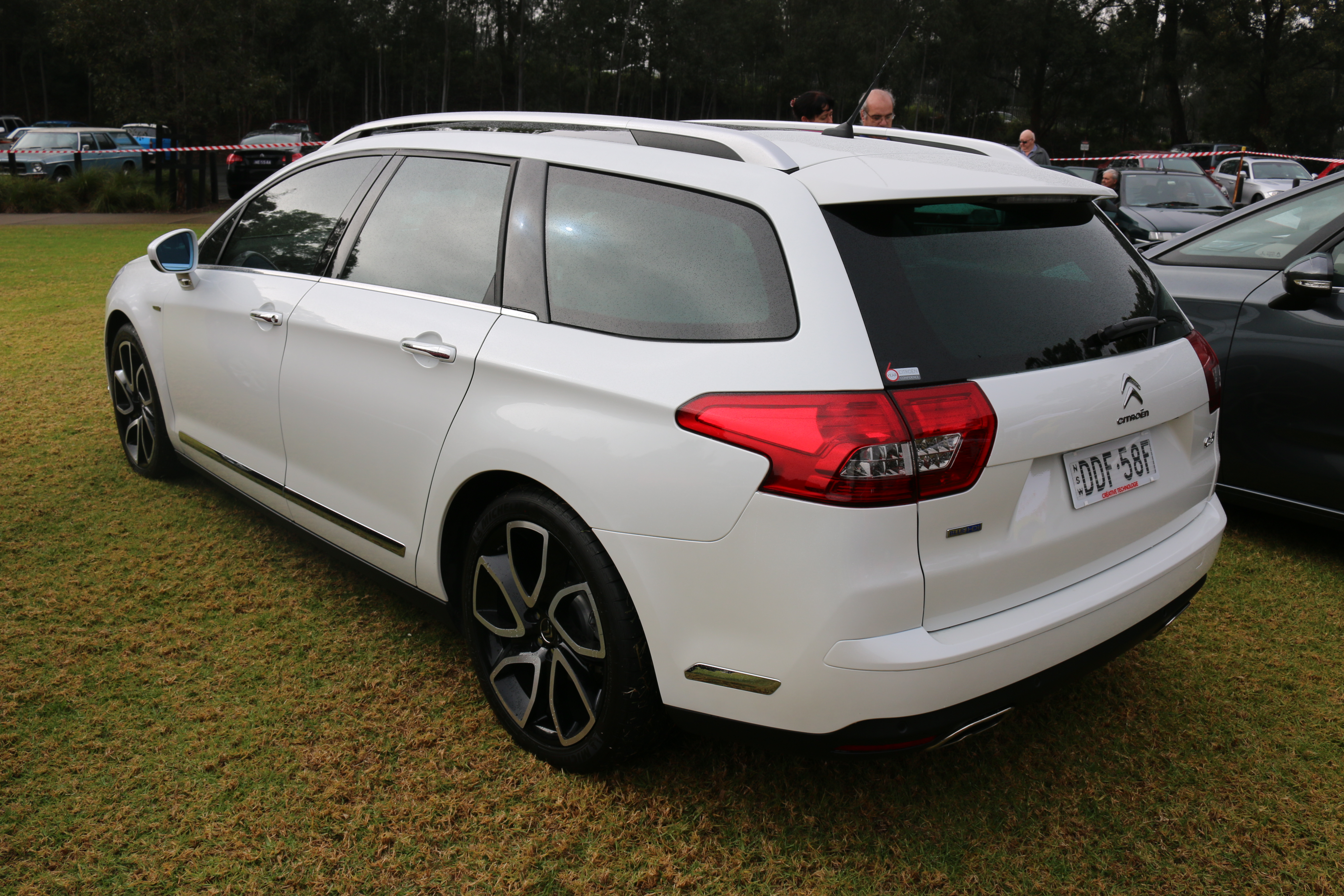
C5 II Tourer
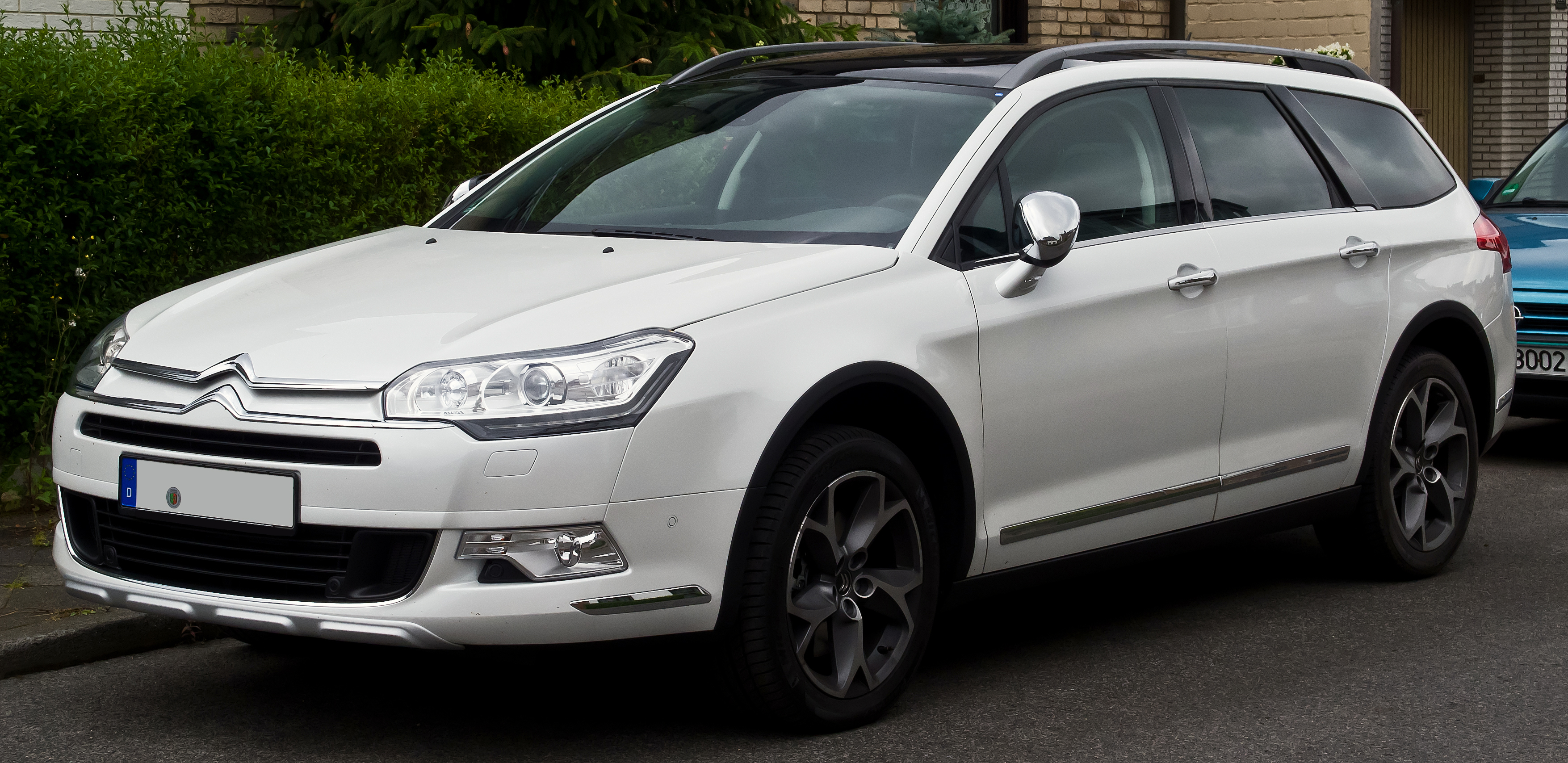
C5 II CrossTourer
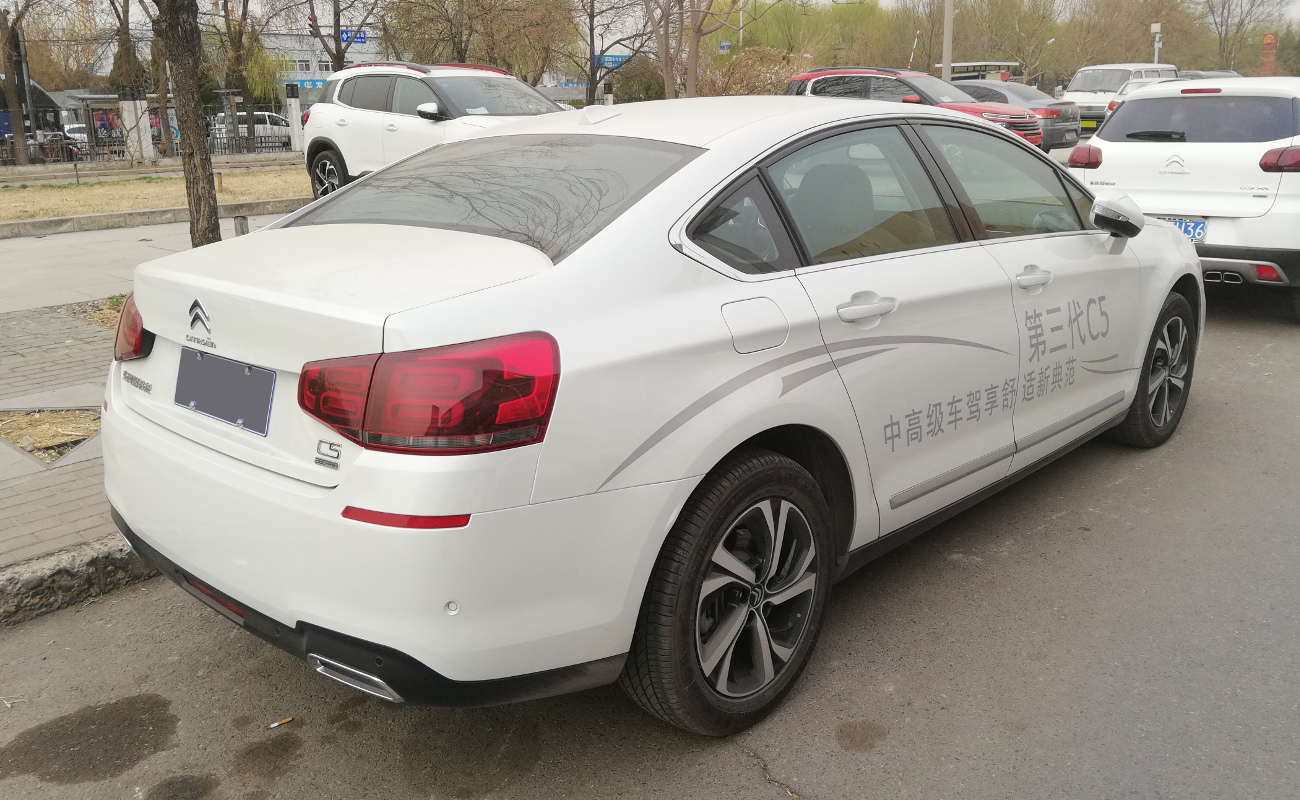
C5 II phase III, en Chine
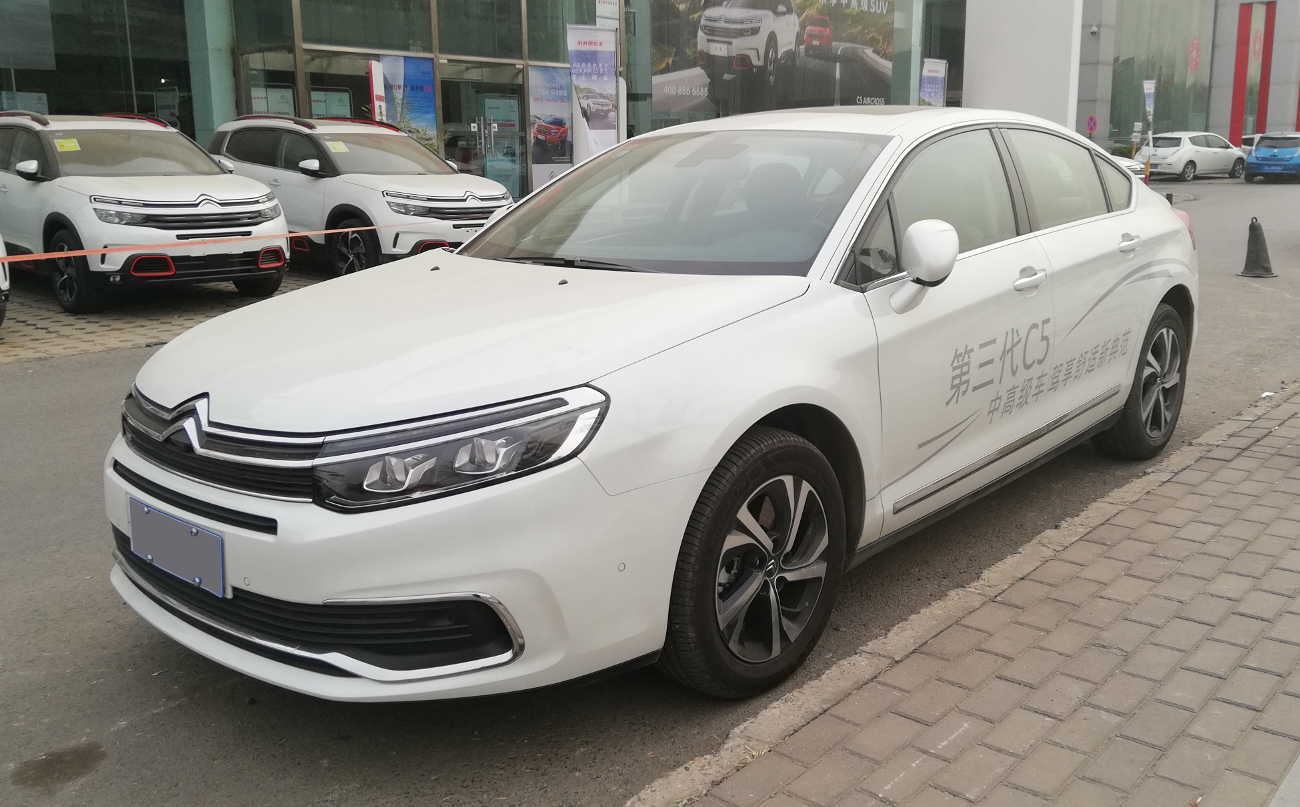
C5 II phase III, en Chine

## Citroën C5 Aircross
Le C5 Aircross est un SUV compact qui est produit par le constructeur automobile français Citroën à partir de 2017 en Chine dans l'usine de Chengdu, puis à partir de 2018 en France dans l'usine PSA de Rennes. À partir de 2020, il est aussi assemblé à Tiruvallur dans le sud-est de l'Inde dans une usine codétenue avec Hindustan Motors.

## Citroën C5 X
La Citroën C5 X est une familiale routière commercialisée à partir de 2021 et dont le design s'inspire en partie du concept car Citroën CXperience. Elle est présentée le 12 avril 2021.
Elle est la troisième génération de C5 depuis 2000, mi-berline, mi-break avec quelques accents de SUV.